# 马克·多伊尔
马克·多伊尔（英語：Mark Doyle，1963年5月29日—），澳大利亚男子赛艇运动员。他曾代表澳大利亚参加世界赛艇锦标赛，获得一枚金牌。他也参加了1988年夏季奥林匹克运动会。